# Paravilla xanthina
Paravilla xanthina är en tvåvingeart som först beskrevs av Joseph Hannum Painter 1933.  Paravilla xanthina ingår i släktet Paravilla och familjen svävflugor. Inga underarter finns listade i Catalogue of Life.